# Convento de San Pedro de Alcántara (Sevilla)

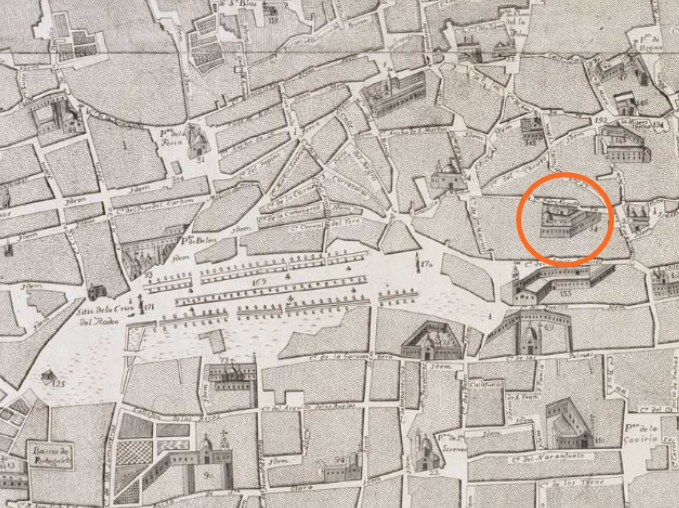
Convento de San Pedro de Alcántara (señalado en naranja). Plano de Sevilla del asistente Pablo de Olavide de 1771

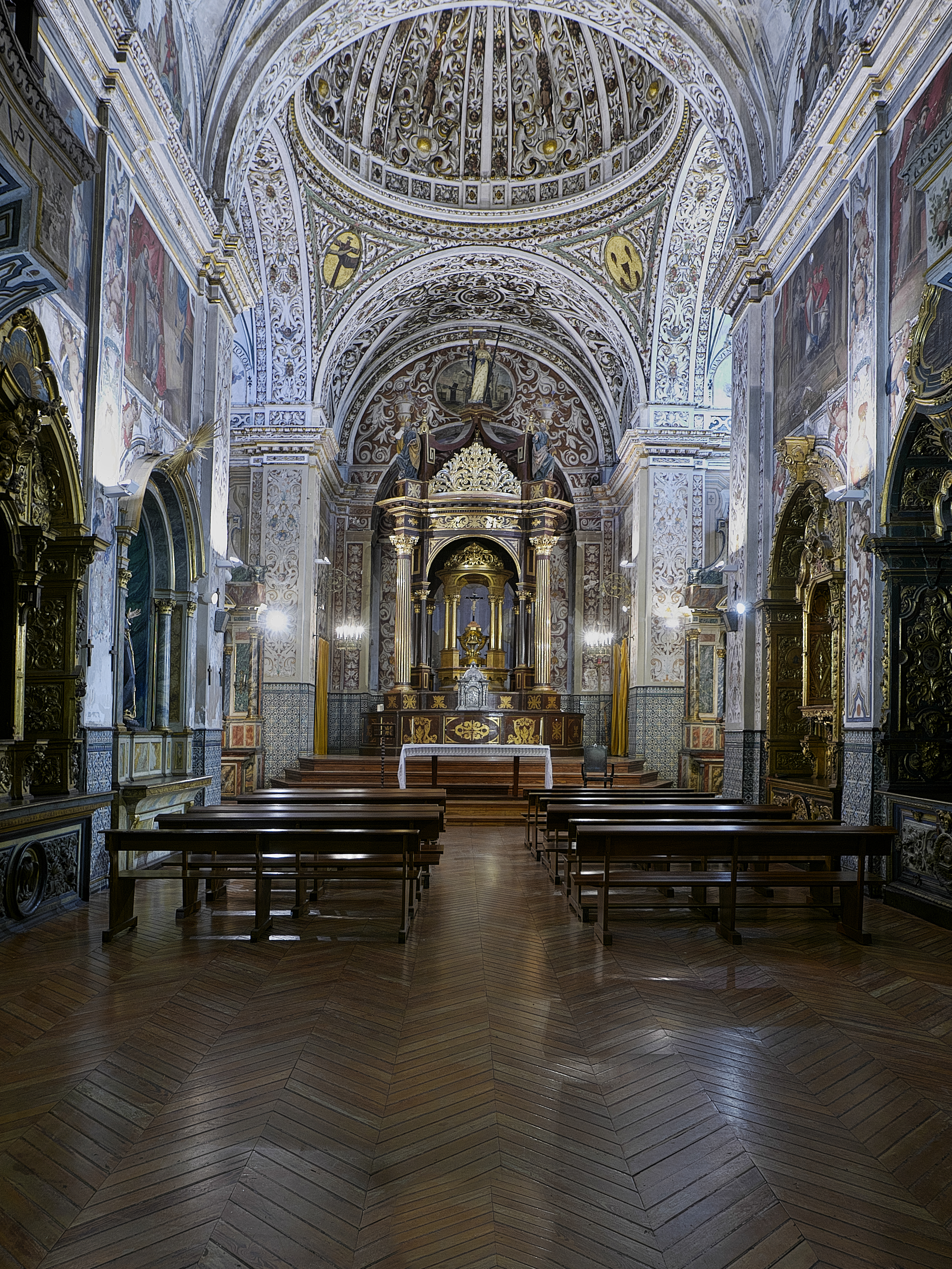
Interior de la iglesia

El Convento de San Pedro de Alcántara fue fundado en Sevilla (Andalucía, España) en el siglo XVII. Era de la Orden de Frailes Menores Descalzos de San Francisco.

## Historia
En el siglo XVII los frailes del Convento de San Diego, que era entonces la cabeza de la provincia Bética o de San Diego de esta orden, decidieron fundar un hospital para los franciscanos de los conventos cercanos. Para ello compraron unas casas de Ortiz de Zúñiga, marqués de Valencina, en la collación de San Andrés.
San Pedro de Alcántara fue franciscano descalzo. Fue beatificado por Gregorio XV en 1622 y canonizado por Clemente IX en 1669. Este fue uno de los primeros conventos que lo tuvo de titular.
Al principio el convento de este hospital solamente tenía una capilla doméstica. El convento contó con una iglesia pública en 1649. La iglesia del convento fue finalizada en 1666.
En 1648 contaba con doce miembros.
En el patio delantero fue construida una capilla de la Venerable Orden Tercera Franciscana entre 1694 y 1696. El convento también sirvió como colegio de esta orden.
En 1810, con la invasión francesa de Sevilla, el convento fue exclaustrado y usado como hospital. La iglesia fue cerrada. Tras la expulsión de los franceses, en 1813 los religiosos regresaron al convento y el templo volvió a abrirse al público. Durante el Trienio Liberal (1820-1823), debido a Ley de Monacales de 1820, que ordenaba el cierre de los conventos que no tuvieran más de 24 miembros, los frailes del Convento de San Diego (que a comienzos del siglo XIX habían estado en el de San Luis y en el de San Antonio Abad) residieron en el de San Pedro de Alcántara. En 1835 fue desamortizado. El edificio fue reformado con fondos provinciales en 1845. Una parte del edificio alojó una escuela normal, otra una escuela de adultos y otra una fábrica de cerveza. En 1860 se derribó una parte del convento, construyéndose en ella el Instituto de Enseñanza de San Isidoro.
La iglesia se mantuvo abierta al público. El régimen surgido de la Revolución de 1868 confiscó la iglesia para que fuera la capilla del instituto. En 1895 lo que quedaba del convento y la iglesia fueron entregados a la Congregación de Esclavas del Sagrado Corazón. Esta congregación construyó una nueva residencia en este lugar, conservando la iglesia y la capilla de la Orden Tercera.
La iglesia está decorada con retablos de autores anónimos de la segunda mitad del siglo XVIII y estatuas de santos franciscanos de los siglos XVII y XVIII. También tiene una escultura de la Virgen en sus misterios dolorosos, del siglo XVIII. Las paredes de la iglesia están decoradas con pinturas murales del siglo XVIII de guirnaldas, flores, ángeles y santos de la orden.

## Patrimonio procedente del convento
El Museo de Bellas Artes de Sevilla conserva dos cuadros procedentes del convento: un Ecce Homo y la Flagelación. Son cuadros de autor y fecha desconocidos, de estilo manierista.
En 1810, durante la invasión francesa de Sevilla, el mariscal Soult expolió el cuadro de San Antonio de Padua, de Murillo, de entre 1670 y 1680. El cuadro pasó a Faviers, compañero de Soult, que lo vendió al Museo de Berlín. El cuadro fue destruido por los bombardeos de Berlín del 5 y 6 de mayo de 1945, durante la Segunda Guerra Mundial.